# Csigaház ajtóval
A Csigaház ajtóval a Vízipók-csodapók című rajzfilmsorozat második évadának nyolcadik epizódja. A forgatókönyvet Kertész György írta.

## Cselekmény
Nünüke ügyetlensége miatt egy szárazföldi tüdős csiga a tóba pottyan. A baj csak az, hogy a víz alatt is élnek csigák, így senki sem sejti, hogy a kis állat nagy bajban van.

## Alkotók
- Rendezte és tervezte: Szabó Szabolcs, Haui József
- Írta: Kertész György
- Dramaturg: Bálint Ágnes
- Zenéjét szerezte: Pethő Zsolt
- Operatőr: Polyák Sándor
- Segédoperatőr: Pethes Zsolt
- Hangmérnök: Bársony Péter
- Hangasszisztens: Zsebényi Béla
- Effekt: Boros József
- Vágó: Czipauer János
- Háttér: Neuberger Gizella
- Rajzolták: Bátai Éva, Farkas Antal, Katona János, Vágó Sándor, Váry Ágnes
- Kihúzók és kifestők: Gaál Erika, Gulyás Kis Ágnes
- Színes technika: György Erzsébet
- Gyártásvezető: Vécsy Veronika
- Produkciós vezető: Mikulás Ferenc

Készítette a Magyar Televízió megbízásából a Pannónia Filmstúdió és a Kecskeméti Filmstúdió

## Szereplők
- Vízipók: Pathó István
- Keresztespók: Harkányi Endre
- Fülescsiga: Móricz Ildikó
- Rózsaszín vízicsiga: Géczy Dorottya
- Kék vízicsiga: Felföldi Anikó
- Méhecske: Benkő Márta
- Nünüke: Petrik József
- Orsócsigák: Békés Itala, Mányai Zsuzsa